# Bayerisches Moor- und Torfmuseum
Das Bayerische Moor- und Torfmuseum oder Museum Torfbahnhof liegt am Rande der Kendlmühlfilzen südlich des Chiemsees. Das Museum befasst sich mit den Nieder- und Hochmooren sowie mit der Torfwirtschaft in Bayern. Die Gebäude stehen in den Gemeindegebieten von Übersee und Grassau, die Anfahrt erfolgt über Rottau.

## Museum
Im Bayerischen Moor- und Torfmuseum werden anhand von Karten, Fotos und Pflanzen die Nieder- und Hochmoore Bayerns vorgestellt. Die Ausstellung wird ergänzt durch Sammlungen zur Torfwirtschaft, einerseits des vorindustriellen Abbaus, andererseits des Torfstichs mit Fahrzeugen und Maschinen. Letzteren Bereich erweitert die 880-mm-Schmalspur-Feldbahn.
Besondere Exponate sind eine Nachbildung der Moorleiche Rosalinde aus dem 14. oder 15. Jahrhundert aus Hohenpeißenberg sowie Teile eines keltischen Bohlenwegs von ungefähr 600 v. Chr.

## Gebäude
Das Museumsgebäude ist die vormalige Zimmerei der Justizvollzugsanstalt Bernau.
Außerdem gehört zum Museum der sogenannte Torfbahnhof, in dem die einzige heute noch vollständig erhaltene Torfballenpresse ausgestellt ist. Dieser wurde 1920 von der Bayerische Landestorfwerke GmbH als Torf-Verarbeitungs- und Verladestation erbaut, bis 1989 genutzt und steht heute unter Denkmalschutz.